# Гохеи
Гохеи (御幣), онбе (御幣), или хеисоку (幣束) су дрвени штапићи, украшени са два шљокаста (цик-цак папирни штапићи) који се користе у шинто ритуалима.
Траке су обично беле, мада могу бити и златне, сребрне или мешавине више боја, а често су причвршћене као украси за сламната ужад (шименава) која се користи за обележавање светих места.
Свештеник или девојке (мико) користе гохеи да благослове или посвете особу или предмет у разним шинто-ритуалима. Гохеи се користи за неке церемоније, али његова уобичајена сврха је чишћење светог места у храмовима и чишћење, благослов или извођење било којег предмета за који се сматра да има негативну енергију. Поред употребе у обредима прочишћавања, може бити укључен у Онусу (дрвени штапић са многим штитама) и служити као предмет части (шинтаи) у шинтолошком светишту.